# 26450 Tanyapetach
26450 Tanyapetach è un asteroide della fascia principale. Scoperto nel 2000, presenta un'orbita caratterizzata da un semiasse maggiore pari a 2,4914604 UA e da un'eccentricità di 0,0675761, inclinata di 3,19294° rispetto all'eclittica.